# Quebrada Oxa
Quebrada Oxa är ett periodiskt vattendrag i Chile.   Det ligger i regionen Región de Arica y Parinacota, i den norra delen av landet, 1 700 km norr om huvudstaden Santiago de Chile. Quebrada Oxa mynnar ut i  Rio Tignamar